# Highland Charge

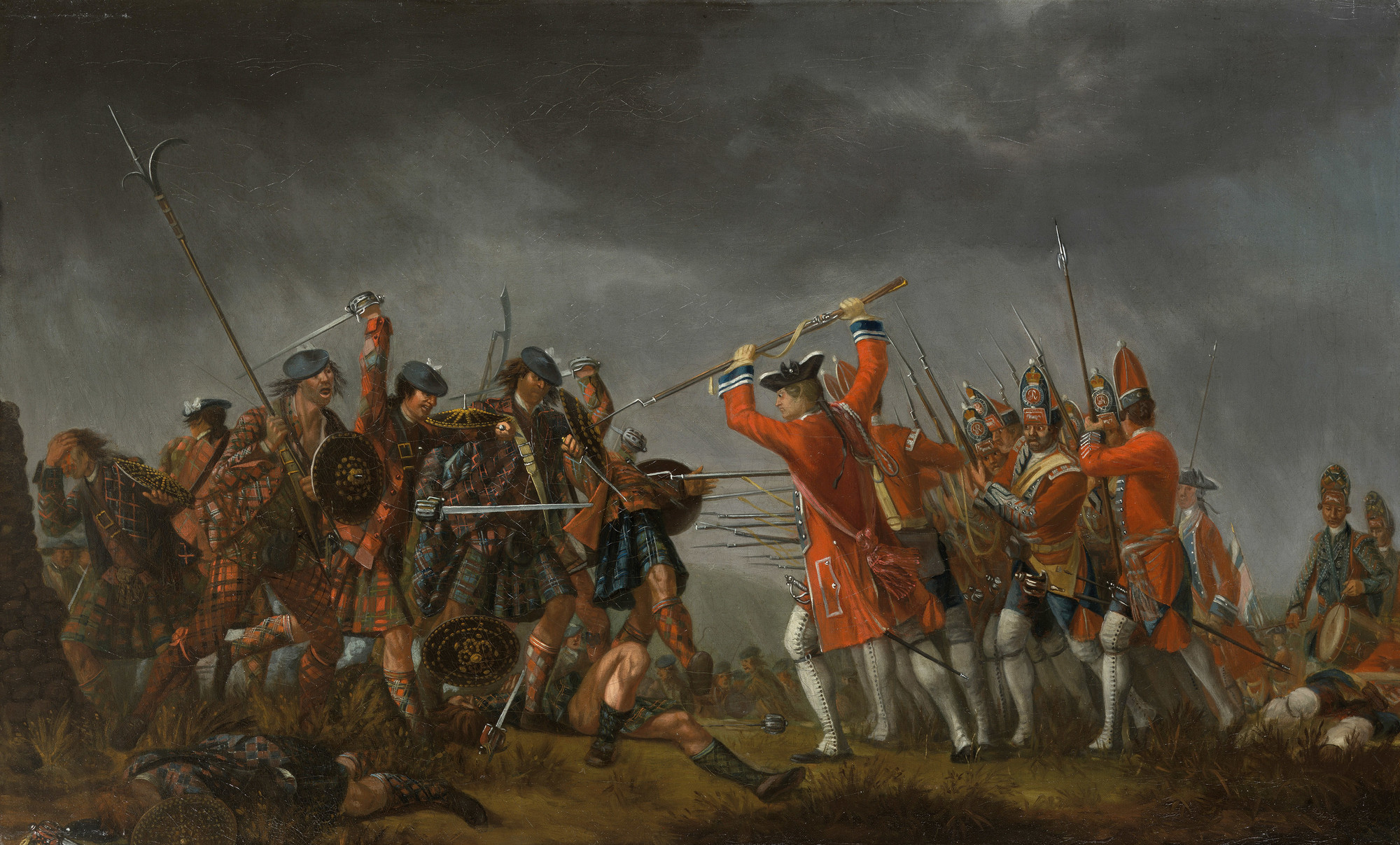
Highland Charge szkockich górali w bitwie pod Culloden 16 kwietnia 1746 podczas powstania jakobickiego. Obraz Davida Moriera Incydent w powstaniu 1745 roku

Highland Charge – rodzaj taktyki stosowanej przez szkockich górali w postaci przeprowadzania szybkiego szturmu na broń białą tuż po oddaniu przez przeciwnika salwy z karabinów i armat, zanim zdąży on przeładować broń i oddać kolejną salwę. Taktykę tę zastosowano między innymi podczas powstań Jakobickich w latach 1689–1690 i 1745–1746.